# 7665 Путіньяно
7665 Путіньяно (7665 Putignano) — астероїд головного поясу, відкритий 11 жовтня 1994 року.
Тіссеранів параметр щодо Юпітера — 3,289.
Названо на честь муніципалітету в Італії Путіньяно